# Wilbur (Washington)
Wilbur je градић u američkoj saveznoj državi Washington. Prema popisu stanovništva iz 2010. u njemu je živjelo 884 stanovnika.